# Franz Parzinger
Franz Parzinger (* 1955/56 in Traunwalchen) ist ein deutscher Kommunalpolitiker (CSU).

## Werdegang
Parzinger wuchs in Traunwalchen auf. Sein Vater war dort letzter Bürgermeister vor der Eingemeindung nach Traunreut. Er absolvierte eine Lehre zum Radio- und Fernsehtechniker. Nach dem Wehrdienst bei der Luftwaffe in Erding bildete er sich mit einem viersemestrigen Studium in München zum staatlich geprüften Elektrotechniker fort. Daneben legte er Meisterprüfung im Elektrohandwerk ab. Nach einer Anstellung bei einer Firma für Kernstrahlungsmesstechnik in München wechselte er zum Messgerätehersteller Heidenhain in Traunreut und war dort als Technischer Redakteur und Projektleiter tätig.
Er war Mitbegründer der Jungen Union in Traunreut und acht Jahre Ortsvorsitzender. 1990 zog er in den Stadtrat von Traunreut ein. Das Amt des Ersten Bürgermeisters von Traunreut bekleidete er vom 1. Mai 2002 bis zum 30. April 2014. 2008 war er im Amt bestätigt worden, bei der Kommunalwahl am 16. März 2014 hatte Parzinger 38,23 Prozent der Stimmen geholt, Klaus Ritter (Freie Wähler) als stärkster von vier Herausforderern 25,71 Prozent. Bei der Stichwahl am 30. März 2014 siegte der Traunreuter Augenoptikermeister Ritter mit 54,4 Prozent der Stimmen. Nach der überraschenden Niederlage erklärte Parzinger am 31. März 2014 seinen Rückzug aus der Stadtpolitik.
Am 22. Mai 2014 wurde Parzinger der Ehrentitel „Altbürgermeister“ verliehen.